# Kevlar-E
Kevlar-E – prototypowy bojowy wóz piechoty konstrukcji ukraińskiej.
Plan budowy ogłosiło w 2017 r. prywatne konsorcjum Ukrinnmash zrzeszające prywatne firmy, które zajmują się ciężkim sprzętem rolniczym i budowlanym. W 2020 r. prototyp zaprezentowano na targach wojskowych w Kijowie. Konstrukcja opiera się na podwoziu działa samobieżnego 2S1 Goździk, z podwyższonym przedziałem bojowym i wieżą BM-3M Atak, brak natomiast informacji na temat silnika. Mankamentem była zbyt niska ochrona przed pociskami i detonacjami, tj. poziomu drugiego według normy STANAG 4596.
Pojazd pozostał w fazie prototypu, prawdopodobnie tylko w jednym egzemplarzu. Podczas rosyjskiej agresji na Ukrainę w 2022 r. brał udział w obronie Charkowa.